# عمر الطنطاوي
عمرو الطنطاوي (1929–4 مايو 2015) هو ملحن مغربي يعتبر من كبار الملحنيين المغاربة

## المسيرة
ولد الفنان الراحل عمرو محمد الطنطاوي في مدينة برشيد سنة 1929 في عائلة محافظة، والتحق سنة 1939 بالميتم البيضاوي (الدار البيضاء) حيث بدأ تعليمه الموسيقي على يد المعلم أحمد زنيبر، والتحق بالجوق الجهوي لإذاعة الدار البيضاء سنة 1942، وفي شهر نونبر 1953 سافر إلى باريس بعد أزمة 20 غشت حيث التحق بالفنان الراحل محمد فويتح وبالفنانة الراحلة وردة الجزائرية واشتغل معهما قبل الالتحاق بأوبرا الجزائر.
كما شارك في سهرة فنية لمساندة ضحايا زلزال مدينة الاصنام الجزائرية في شهر نونبر 1954، وعاد سنة 1954 إلى الجوق الجهوي للإذاعة بالدار البيضاء ليلتحق سنة 1959 بالجوق الوطني للإذاعة الوطنية كعازف على آلتي التشيلو (الفيولونصيل) والعود، وشارك في مهرجان شيراز سنة 1968 مع خماسي مغربي، وقام سنة 1976 بجولة فنية شملت عددا من دول الخليج.
وتفرد الراحل عمرو محمد الطنطاوي بأسلوب خاص في العزف على سلطان الآلات (آلة العود) التي اشتهر بها، واستفاد في ذلك من التقنيات التقليدية ومن ممارسته لآلة التشيلو ومن عزفه لآلة البزق اللتين أكسبتاه تمكنا في العزف بنقل الوضعية وقوة الريشة، لذلك كان يعتبر عماد الفرقة الموسيقية الوطنية في فترتها الذهبية، التي وثقت للروائع الخالدة من ريبرتوار الأغنية المغربية.
فقد كان الفنان الطنطاوي يساعد الملحن المغربي الراحل عبد السلام عامر في تحويل ألحانه وبلورتها وتحفيظها لعازفي الجوق الوطني، ومن بين هذه العامريات الخالدات (القمر الأحمر) التي أداها الفنان عبد الهادي بلخياط، و (قصة الأشواق) و (راحلة) من أداء الراحل محمد الحياني.
وتألق الراحل عمرو الطنطاوي بعزفه الساحر والعذب في العديد من أدوار العزف المنفرد (صولوهات) التي كان يوقعها بأنامله، خصوصا بعض الفواصل التي تخللت رائعتي (القمر الأحمر) و (قصة الأشواق)، «فقد كان الراحل الطنطاوي بمثابة العين التي يبصر بها عامر، الذي كان يعول كثيرا على الطنطاوي في تدوين مجموعة من الروائع الموسيقية التي بصم بها عامر مسيرته الفنية التي كانت مقرونة باسم عمرو الطنطاوي، حتى أصبح لا يذكر اسم عامر إلا ويذكر اسم الطنطاوي».
وضمن برنامج «ذكريات عبرت» أفردت إذاعة طنجة، منذ سنوات، حلقة خاصة تحت شعار «ترنيمة الحياة» كرمت خلالها الفنان عمرو الطنطاوي «أحد كبار العازفين والمؤلفين الموسيقيين، ومبدع أيقظ بعطاءاته إحساسا متجددا بالحياة لدى أجيال الأمس التي عشقت طريقة مداعبة أنامله لأوتار العود وأسلوبه الأنيق في وضع المؤلفات الموسيقية، حيث كان مثار إشادة كبار الفنانين العرب كأم كلثوم ومحمد عبد الوهاب وعبد الحليم حافظ الذين تعاملوا معه».
تعاطى الفنان عمرو الطنطاوي، منذ صباه، مع الكثير من الألوان الموسيقية، المغربية والشرقية والغربية، وتفاعل مع الموسيقى المغربية منذ أولى مراحلها الجنينية، وتميز بسرعة الحفظ والذكاء، ما أهله لتطوير مؤهلاته الفطرية رفقة ثلة من زملائه كصالح الشرقي وعبد العزيز السباعي، ومصطفى الحريري ومحمد سميرس ومحمد كرم وغيرهم
وجاء في ديباجة هذا البرنامج الإذاعي أن "عمرو الطنطاوي في عزفه على آلة العود يبدو كالطيف الذي يلاحق كل راغب في الارتواء من نهر الموسيقى، فأنغامه تطير كالحمائم ناثرة تذوق جمالي على بساط استماع مزدان بفسيفساء ساحرة تخط أشكالها أصابع حالمة.. إنه يمتلك نهجا موسيقيا يخرج عبره من جمالية العزف إلى فسحة التأليف الرحبة، أما على مستوى المقطوعات الموسيقية ك (أضواء المدينة) و (غدر الحبايب) و (فرحة الشباب) يتميز المبدع عمرو الطنطاوي بأسلوبه الذي ينسجه من خلجات ونبقات المجتمع والمحيط المغربي".
وخلف الراحل عمرو الطنطاوي عشر قطع موسيقية آلية، وأشهرها قطعة «غدر الحبايب» و«حرة عود»، عدا التقاسيم والفواصل الموسيقية.
ترأس الفنان الراحل الجوق الوطني من سنة 1988 إلى سنة 1991، مباشرة بعد وفاة رفيق دربه الموسيقار عبد القادر الراشدي الذي عايشه لفترة طويلة من حياته، وتقاعد بعد ذلك بعدما عرف بكفاءته والتزامه بأخلاقيات مهنة الموسيقى، وعن فترة ترؤسه لهذا الجوق يقول الفنان محمد الغاوي «إن فترة رئاسة الأستاذ عمرو الطنطاوي للجوق الوطني تعتبر من أجمل الفترات، لأنه كان صارما جدا، وصرامته هاته جعلت الأغنية المغربية تعرف انتعاشا سارت بها في الطريق الصحيح.. إن الالتزام بأخلاقيات المهنة ميزة طبعت مسار هذا الفنان الفذ، وهو نموذج لرموز اللحن المغربي ولمبدعين حملوا هم الأغنية المغربية، فأتقنوا الدفاع عنها ونجحوا في التعريف به».
تم تكريم الفنان الراحل عمرو محمد الطنطاوي في عدة مناسبات من بينها حفل أقيم في تسعينيات القرن الماضي بقاعة باحنيني بوزارة الثقافة، كما كرمته الإذاعة الوطنية سنة 2010 ضمن برنامج «هاذي ليلتنا» في سمر فني شاركت فيه ثلة من الوجوه البارزة في مجال الطرب والغناء بالمغرب.
ومن بين الشهادات التي قيلت في حق الفنان الراحل عمرو الطنطاوي تلك التي أدلى بها، خلال هذا السمر التكريمي، الشاعر عبد الرفيع الجواهري بقوله «لا يمكن نسيان اسم عمرو الطنطاوي الذي عرفته إلى جانب أسماء وعباقرة الجوق الوطني للإذاعة الوطنية، الأستاذ والفنان عمرو الطنطاوي من ألمع العازفين على آلة العود في الوطن العربي».
وأكد الفنان عبد الهادي بلخياط، من جهته، أن «عمرو الطنطاوي هو العنصر القوي للجوق الوطني في العطاء للأغنية المغربية، أعطى هذا الفنان النكهة الأصيلة للأغنية المغربية، كان تدخله في محله، خدم الوطن من خلال الأغنية الوطنية».
لقد خدم عمرو محمد الطنطاوي الأغنية المغربية بطريقة غير مباشرة، ليظل اسمه منقوشا واردا إلى جانب الأقطاب من الرواد الأوائل والأسماء البارزة في عالم الإبداع الموسيقي بالمغرب، وبهذه المناسبة المحزنة، لابد من استحضار توجيه دعوة صاحب (القمر الأحمر)، في التكريم الإذاعي للراحل، حيث قال: «بهذا العطاء والمشاركة يحق أن تقام منشأة تحمل اسم عمرو محمد الطنطاوي».

## الوفاة
توفي عمر الطنطاوي يوم 4 مايو 2015 بعد معاناة طويلة مع المرض عن 86 عاماً بعد مسيرة حافلة